# Pseudonemophas baluanus
Pseudonemophas baluanus är en skalbaggsart som först beskrevs av Aurivillius 1924.  Pseudonemophas baluanus ingår i släktet Pseudonemophas och familjen långhorningar. Inga underarter finns listade i Catalogue of Life.